# Trapezia digitalis
Trapezia digitalis is een krabbensoort uit de familie van de Trapeziidae. De wetenschappelijke naam van de soort is voor het eerst geldig gepubliceerd in 1828 door Latreille.